# Chaetomium murorum
Chaetomium murorum är en svampart som beskrevs av Corda 1837. Chaetomium murorum ingår i släktet Chaetomium och familjen Chaetomiaceae.  Arten är reproducerande i Sverige. Inga underarter finns listade i Catalogue of Life.